# Fonte do Queimado
A fonte do Queimado é um fontanário situado na divisa dos bairros da Caixa d'Água e Lapinha, em Salvador. Está localizada no conjunto arquitetônico e urbanístico da Soledade, um sítio tombado a partir do reconhecimento da sua importância no contexto urbano. Inclusive, o local já abrigava residências em 1747 motivada pelo abastecimento de água potável nas proximidades – na Fonte do Queimado. Encontra-se como estrutura histórica tombada pelo Instituto do Patrimônio Artístico e Cultural da Bahia, órgão do governo do estado da Bahia, sob o Decreto n.º 30.483/1984.
O local é o berço do rio Queimado e foi descoberto pelos jesuítas no século século XVIII, recebendo uma edificação em alvenaria em 1801. O fontanário foi descrito por Domingos Rabelo em um relatório da freguesia de Santo Antonio Além do Carmo em 1829. Trinta anos depois, Pedro II e a imperatriz visitou a fonte.
O fontanário tem uma fachada simples de azulejos brancos retangulares com frontão triangular. Um pináculo de pedra com a figura de um pelicano está localizado acima do frontão. A estrutura em alvenaria atual data de 1838, como indica um placa afixada. O acesso se dá pelo Largo do Queimado abaixo da Igreja e Convento de Nossa Senhora da Soledade. O fontanário não apresenta boas condições atuais, sendo usado para banhos, lavagens de carros e frequentado por usuários de drogas.